# Emile Robecyn

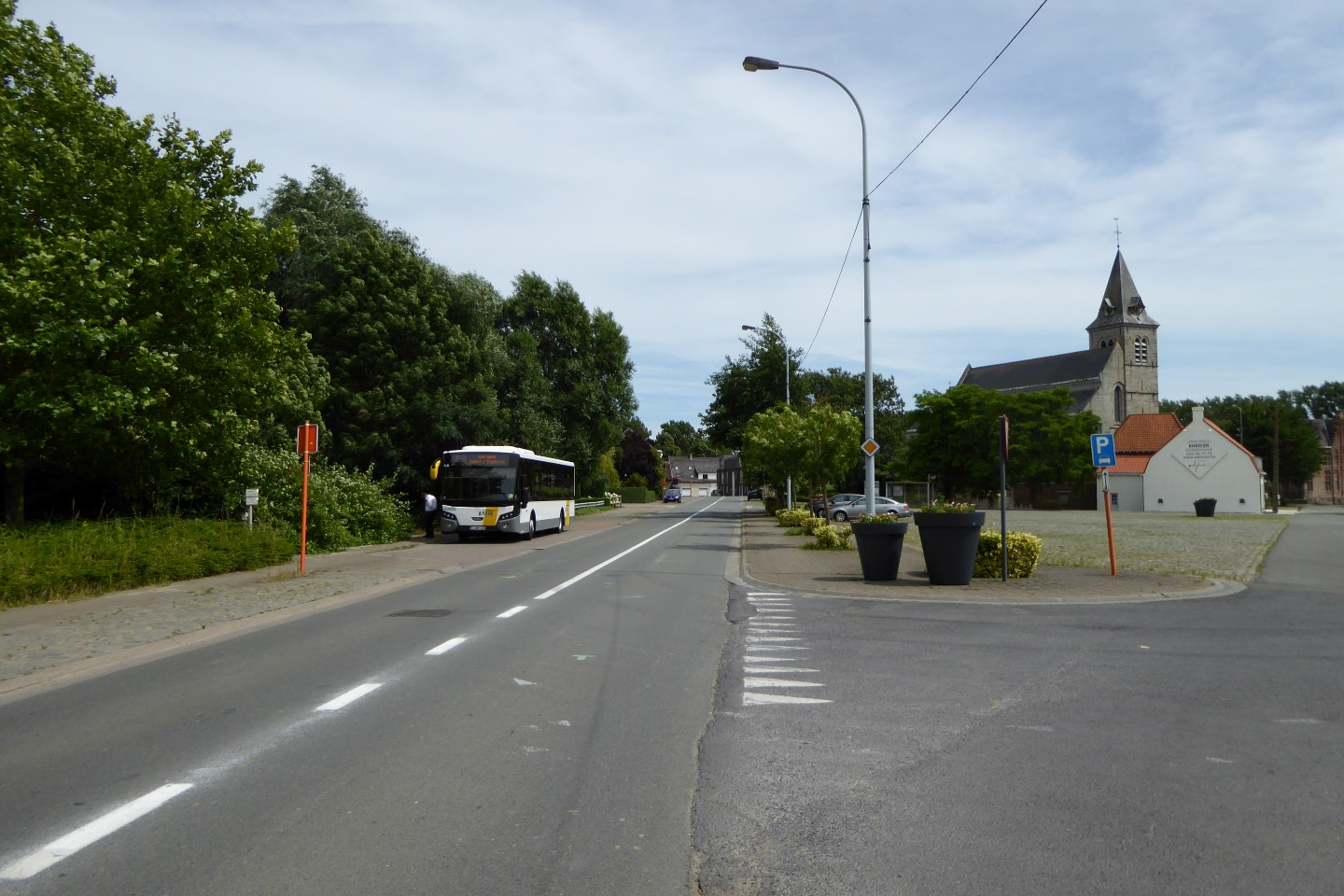
Het Robecynplein in het centrum van Spiere dat naar Emile Robecyn is vernoemd.

Luitenant Emile Robecyn, geboren op 25 september 1886 te Spiere, was een Belgische reserveofficier die tijdens de Tweede Wereldoorlog diende.
Luitenant Robecyn diende tijdens de Achttiendaagse Veldtocht bij de Hulptroepen van het Luchtwapen, specifiek bij de 7de Compagnie Mitrailleurs van het IIde Bataljon, die verantwoordelijk was voor de verdediging van het vliegveld van Goetsenhoven. Hij sneuvelde op 10 mei 1940, de eerste dag van de Achttiendaagse Veldtocht, tijdens een Duits bombardement op het vliegveld. 
Ter nagedachtenis aan Luitenant Robecyn is er in het centrum van Spiere naast de Sint-Amandus en Heilig Hartkerk een plein naar hem vernoemd, namelijk het Lt. Robecynplein. Zijn naam wordt ook vermeld op het Ereperk van de Luchtmacht, een ereplaats voor gesneuvelde Belgische luchtmachtofficieren.